# 橋本正枝
橋本 正枝（はしもと まさえ）は、日本の漫画家・イラストレーター。
いのまたむつみとは友人同士でありエッセイ漫画『貧乏セレブ』で扱っている。

## 作品リスト

### 漫画
- 猫エッセイコミック 猫ばか（ウンポコ掲載分,共著）
- 貧乏セレブ（ウンポコ連載）
- ブルー・ジャスミン（V．ウィンズピア著）
- マハラジャ 全5巻（Newtype連載）
- 花の大江戸珍遊記 彩名姫恋騒動流儀之巻（細井睦敬監修）
- 鉄拳
- デス・チェイサー1 死神を追え
- いつか大人になる日まで
- 橋本正枝の元気印になる方法（ザ・スニーカー連載分）
- 風の大陸（竹河聖原作）
- 児雷也　全3巻

### 挿絵
- 風よ、万里を翔けよ（田中芳樹著）
- テイルズ オブ デスティニー (天地戦争編)（祭紀りゅーじ著）
- テイルズ・オブ・エターニア 外伝・聖エルモの灯（祭紀りゅーじ著）
- 若葉色の訪問者（麻生俊平著）
- 斬魔京都変（石田一著）
- くるみ割り（剛しいら著）
- 晴明。　暁の星神（加門七海著）
- 鬼哭。　続・晴明。（加門七海著）上下巻
- 微笑う人魚姫（河上桜子著）
- 太陽系アイドル伝説（皆川ゆか著）上下巻
- レデイストーカー 過去からの挑戦（妹尾ゆふ子著）
- 闇守の鬼（前田珠子著）
- 花蔭の鬼（前田珠子著）
- ク・ホリンの妖精（新田一実著）全4巻
- 潮&俊シリーズ（尾鮭あさみ著）全2巻
- 舞え水仙花（尾鮭あさみ著）
- 大唐胡蝶伝（尾鮭あさみ著）
- 悪名西遊記（尾鮭あさみ著）
- 永遠(とこしえ)の都へ（竹河聖著）
- にっくき土方さま 新撰組学園隊士始末記（海老沼三郎著）上下巻
- 不死朝伝紀 ZEQU（武上純希著）全5巻
- 不死朝伝紀 ZEQUII（武上純希著）全4巻
- 半龍公子伝 火華流（松澱典子著）全3巻
- 水曜日にまた逢おう（小林弘利著）

### その他
- Trans' 〜僕とあたしの境界線〜（Papillon）
- グラニュ・レイテッドハピネス　イメージイラスト提供
- TCGモンスターコレクション　カードイラスト